# Rick & the Ravens
Rick & the Ravens was een rhythm & blues-band die in het begin van de jaren zestig optrad in The Turkey Joint West in Santa Monica, Californië. De band zou een belangrijke rol spelen in het tot stand komen van de legendarische rockband The Doors. Aanvankelijk bestond de groep uit toetsenist Ray Manzarek en zijn broers Rick (gitaar) en Jim (harmonica en harp). Later voegde een vrouwelijke basgitarist zich bij hen, van wie de identiteit nooit meer achterhaald is.  In 1965 nodigde Manzarek Jim Morrison uit om bij de groep te komen. Hoewel de dan 21-jarige Morrison geen enkele muzikale achtergrond had stemde hij toe en werd de lead singer. Tijdens een bijeenkomst over transcendentale meditatie ontmoette Manzarek drummer John Densmore en vroeg hem of hij een nieuwe band met hem wilde oprichten. Densmore stemde toe en daadwerkelijk belde Manzarek hem enkele maanden later om samen te gaan oefenen.
In de nieuwe samenstelling van de groep werd een demo opgenomen met de nummers “Moonlight Drive”, “End of the Night”, “Summer's Almost Gone”, “Hello I Love You, “Go Insane”, en “My Eyes Have Seen You”. Alle nummers waren van de hand van Morrison. Ondanks alle inspanningen van de bandleden om de demo te promoten wilde geen enkele platenmaatschappij hun een contract aanbieden. Naast dit teleurstellende feit namen Rick en Jim Manzarek steeds meer aanstoot aan Morrison, die ze te weinig professioneel vonden en wiens teksten ze te ver vonden gaan. De basgitarist was toen ook al vertrokken. Uiteindelijk kwam het dan ook tot een breuk en Rick & the Ravens werd opgeheven. Tevens moesten de overgebleven bandleden op zoek naar een nieuwe gitarist. Die werd uiteindelijk gevonden met Robby Krieger; een gitarist die Densmore kende van de groep The Psychedelic Rangers.
De musici die uiteindelijk The Doors zouden vormen waren compleet, maar hun naam was er nog niet. In de zomer van 1965 stelde Morrison voor om hun groep The Doors te noemen, naar het boek van Aldous Huxley, The Doors of Perception (een titel die Huxley weer ontleend had aan het gedicht 'The Marriage of Heaven and Hell' van de Britse dichter William Blake). Na enige aarzeling stemden alle leden van de groep in en The Doors was een feit.